# André-Jacques Dunoyer de Segonzac
 (août 2025).
Si vous disposez d'ouvrages ou d'articles de référence ou si vous connaissez des sites web de qualité traitant du thème abordé ici, merci de compléter l'article en donnant les références utiles à sa vérifiabilité et en les liant à la section « Notes et références ».
André-Jacques Dunoyer de Segonzac est un architecte français né le 17 novembre 1915 à Paris et mort le 15 avril 2018 à Cavaillon.

## Biographie
Né à Paris le 17 novembre 1915, d'Alphonse, archiviste paléographe aux Archives Nationales, et d'Angèle née Piat. Son ascendance paternelle est celle d'une vieille famille noble du Quercy. Ses parents séparés sans divorce, André grandit avec sa mère. Il arrive à Marseille en 1922.
Il effectue ses études secondaires au Lycée Thiers, interrompues pendant deux ans à la suite d'un accident qui lui laisse une jambe atrophiée, et obtient son baccalauréat mathématique. Reçu à l' Ecole Nationale Supérieure des Beaux-Arts, section architecture, en mai 1936. Après ses premiers travaux scolaires dont les projets sont faits, hors de l'École Régionale, sous la conduite d'André Devin, André Dunoyer de Segonzac s'inscrit, fin 1937, à l'atelier de l'E.N.S.B.A. à Paris dirigé par R.H. Expert. Il achève ses études à Marseille. 
Diplômé en mai 1942, André Dunoyer de Segonzac épouse Janine Maille dont il aura quatre enfants.
Il est, par ailleurs, collaborateur d'Eugène Beaudouin à partir de janvier 1941 pour l'étude du plan directeur de Marseille. 
À la Libération, André Dunoyer de Segonzac est chargé de l'établissement des plans de reconstruction et d'extension de La Ciotat, Cassis et Aubagne. En association avec Chryssochéris, Devin, René Egger, Hoa et Fernand Pouillon, il réalise un projet d'urbanisme pour la reconstruction du Vieux-Port et l'aménagement des terrains vagues situées derrière la Bourse et la rénovation des quartiers entre ces terrains, la place d'Aix et la "Butte des Carmes" . Avec la même équipe, il fait deux projets d'un ensemble de logements sur deux emplacements successifs dans la zone du quartier du Vieux-Port immédiatement au sud de la Place de Lenche. Enfin, il réalise avec André Devin, R. Bondon et Hèrieis, le groupe XIV du Vieux-Port.
Pendant l'étude de ces immeubles, André Dunoyer de Segonzac concourt avec Pierre Dupré, pour la Basilique-cathédrale Notre-Dame-de-la-Altagracia d'Higüey en République Dominicaine dont ils sont les lauréats. 

## Réalisations
En 1954
- immeuble de 20 étages (Bel Horizon I)
- la basilique de la Altagracia,
- ensemble d'immeubles avenue Cantini qui se réalise en 1956-1957
- la réalisation de la Villa Caparo (F. Boucobza, collaborateur)

1956-1959 
- réalisation de la basilique d'Higüey.
- immeuble boulevard Bernabo (pour les C.I.L. des Bouches-du-Rhône)
- immeuble Bel Horizon II

1962
- halle Descours et Cabaud (D.S.K.)
- prix Jean Roque de l'Académie de Marseille.